# Schizostachyum latifolium
Schizostachyum latifolium là một loài thực vật có hoa trong họ Hòa thảo. Loài này được Gamble miêu tả khoa học đầu tiên năm 1896.